# Alfa Romeo MiTo

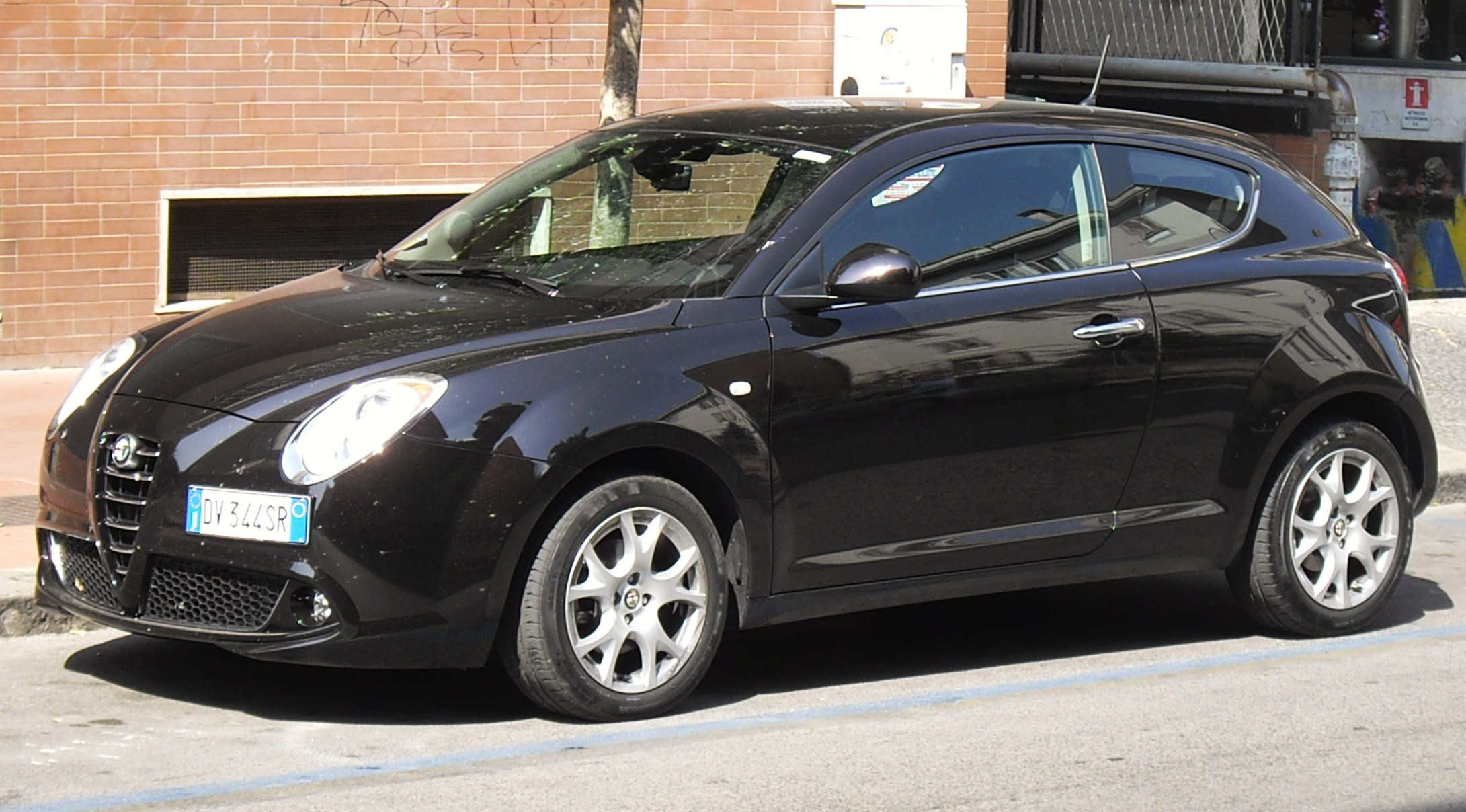
Alfa Romeo MiTo.

L'Alfa Romeo MiTo (Type 955) és un supermini luxós de tres portes oficialment presentat el 19 de juny de 2008, a Castello Sforzesco, Milà, amb una presentació internacional al British Motor Show en 2008. El cotxe estava disponible als principals mercats d'Alfa a partir del juliol. El hatchback de tres portes és de tracció davantera i es vendrà per competir amb el MINI i el més recent Audi A1. Dissenyat per Centro Stile Alfa Romeo, el disseny es creu que està inspirat en el 8C Competizione.
El MiTo està construït en la plataforma Fiat Small emprada en el Fiat Grande Punto, també emprada per l'Opel/Vauxhall Corsa D. Entre 2008 i 2012 al voltant de 200.000 Mitos van ser construïts.